# محاري مروحي
محاري مروحي (الاسم العلمي: Pleurotus flabellatus) هو نوع من الفطريات يتبع جنس المحاري من فصيلة المحارية.